# Podsedice
Podsedice är en ort i Tjeckien.   Den ligger i regionen Ústí nad Labem, i den nordvästra delen av landet, 50 km nordväst om huvudstaden Prag. Podsedice ligger 281 meter över havet och antalet invånare är 644.
Terrängen runt Podsedice är platt åt sydost, men åt nordväst är den kuperad. Runt Podsedice är det ganska glesbefolkat, med 32 invånare per kvadratkilometer. Närmaste större samhälle är Lovosice, 8,7 km nordost om Podsedice. Trakten runt Podsedice består till största delen av jordbruksmark.